# 2월

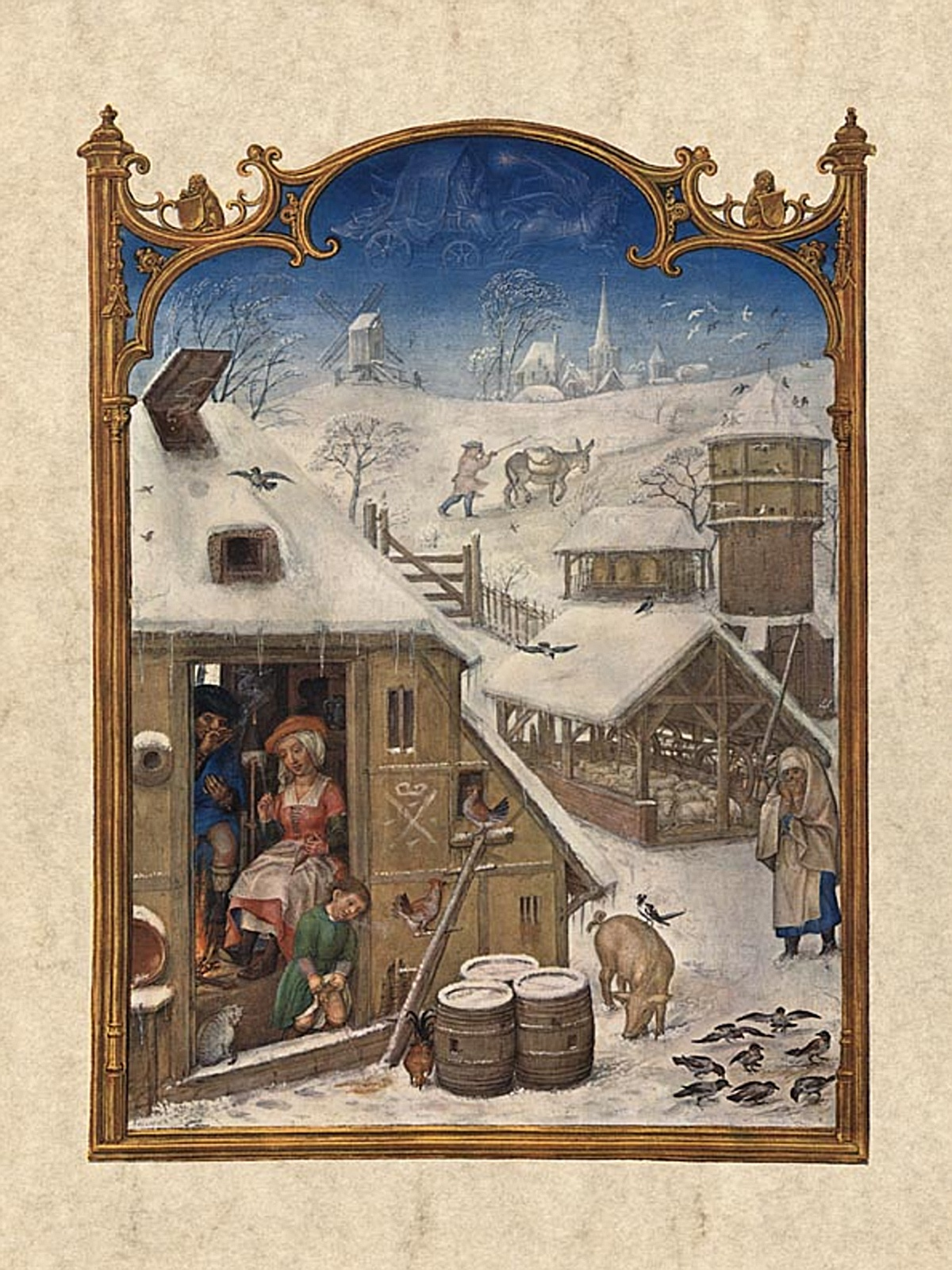

2월(二月, February)은 그레고리력에서 한 해의 두 번째 달이며, 평년일 때에는 28일, 윤년일 때에는 29일까지 있다. 이 달과 그 해의 10월은 항상 같은 요일로 끝나며, 이 달과 작년의 6월은 항상 같은 요일로 시작한다. 또한, 평년인 경우 이 달과 그 해의 3월 및 11월은 같은 요일로 시작하며, 윤년인 경우 이 달과 그 해의 8월은 같은 요일로 시작한다. 올해의 2월 28일과 작년의 3월 1일은 요일이 항상 같다.
400년 동안 이 달은 월요일, 수요일, 금요일에 58번, 토요일과 일요일에 57번, 화요일과 목요일에는 56번 시작한다.
단, 첫 주 평일은 1일, 2일, 3일이며, 마지막 주 평일은 25일(평년인 삼일절 징검다리 연휴 포함), 26일(평년인 삼일절 연휴 포함, 윤년인 삼일절 징검다리 연휴 포함), 27일(평년, 윤년인 삼일절 연휴 포함), 28일(평년), 29일(윤년)이다.
그리고 북반구에서는 겨울의 마지막 달이며 남반1구에서는 여름의 마지막 달이다.
2월은 한중일월 모두 공휴일이 있을 수도 있고 일본에만 있는 공휴일이 있을 수도 있는 달이다. 대한민국에서 2월의 공휴일은 설날이 2월이거나 설 당일이 1월 31일인 경우에만 있다. 그마저도 1980년대 초반까지는 음력설이 공휴일이 아니었기 때문에 아예 없었다. 반면 조선민주주의인민공화국은 광명성절이 기본적으로 공휴일이며 정월 대보름도 공휴일이기 때문에 2월에 최대 3개의 공휴일이 잡히기도 한다.
880년 2월에 리베몽에서 독일의 루트비히 3세와 프랑스의 루이 3세, 샤를로망 3세 간에 로렌의 영유권을 독일의 루트비히 3세에게 양도하는 리베몽 조약을 체결하였다. 날짜는 미상이다.
음력 12월과 음력 1월이 이 달에 있으며 2월에는 음력 12월 15~16일, 1월 15~16일의 보름달을 관측할 수 있다.
단, 목요일로 시작하는 평년(예 : 1981년, 1987년, 1998년, 2009년, 2015년, 2026년, 2037년, 2043년, 2054년, 2065년, 2071년, 2082년, 2093년, 2099년 등)일 경우 달력에서 나머지 한 주일의 칸이 비게 된다.

## 유래
로마의 달인 2월(Februarius)은 고대 로마 달력에서 음력 2월 15일(만월)에 개최된 정화 의식인 Februa에서 비롯된, 정화(purification)를 의미하는 라틴어 februum의 이름을 따서 명명되었다. 1월과 2월은 로마 달력에 추가된 마지막 두 달이었는데, 로마인은 원래 겨울을 달력에 없는 기간(monthless period)으로 간주했기 때문이다.

## 행사
- 음력 1월 1일은 설날이다.[3][4]
- 음력 1월 15일은 정월 대보름이다.[5]
- 2013년까지 대한민국에서는 매 5년마다 2월 25일에 대통령 취임식이 치러졌지만 당시 제18대 박근혜 대통령의 탄핵 인용으로 인해 2017년 제19대 대통령 선거는 5월 9일에 치렀고 보궐선거를 겸해서 치뤘기 때문에  대선 개표 종료 후 곧바로 5월 10일에 제19대 문재인 대통령이 취임하였다. 2022년 제20대 대통령 선거 부터는 3월에 실시한다.
- 대한민국에서는 이 달에 졸업식과 종업식을 거행한다.
- 대한민국에서는 대학이 이달에 입학식을 치르는 경우도 있다.
- 오스트레일리아의 A리그 시즌이 끝나는 달이다.
- 동계 올림픽은 주로 2월에 한다.[6]
- 슈퍼볼은 2월 둘째주 일요일에 열린다.
- 2월 2일은 그라운드호그 데이이다.

## 절기
- 입춘: 2월 4일 또는 2월 5일.
- 우수: 2월 18일 또는 2월 19일.

## 대한민국의 국경일과 법정기념일
- 음력 1월 1일은 설날이다.[3][4]

## 세계 각국의 휴일
- 르완다 - 영웅의 날 (2월 1일)
- 스리랑카 - 독립기념일 (2월 4일), 마하시비바라트리의 날 (2월~3월 중, 보통 2월에 온다.[7]) - 대체휴일 적용.
- 멕시코 - 제헌절 (2월 5일)[8]
- 뉴질랜드 - 와이탕이의 날 (2월 6일)
- 그레나다 - 독립기념일 (2월 7일)
- 라이베리아 - 추수감사절 (2월 둘째 주 토요일), 국군의 날 (2월 11일)
- 일본 - 건국기원절 (2월 11일) - 대체휴일제 적용
- 카타르 - 체육의 날 (2월 둘째 주 화요일)
- 북한 - 광명성절 (2월 16일)
- 미국 - 대통령의 날 (2월 셋째 주 월요일[9])
- 리비아 - 혁명기념일 (2월 17일)
- 코소보 - 독립기념일 (2월 17일)
- 감비아 - 독립기념일 (2월 18일)
- 세인트루시아 - 독립기념일 (2월 22일)
- 가이아나 - 공화국의 날 (2월 23일)
- 에스토니아 - 독립기념일 (2월 24일)
- 쿠웨이트 - 독립기념일 (2월 25일), 해방기념일 (2월 26일)
- 도미니카 공화국 - 독립기념일 (2월 27일)
- 이집트 - 독립기념일 (2월 28일)
- 카니발 - 가틀릭 국가 기념일 또는 기념일 날불명
- 설날 - 중화권 국가, 남북한, 베트남, 싱가포르, 인도네시아만.